# Istanza d'arengo
L'Istanza d'arengo è uno dei tre istituti di democrazia diretta della Repubblica di San Marino. Esso consente ai cittadini di presentare richieste di pubblico interesse la prima domenica dopo il 1º aprile e la prima domenica dopo il 1º ottobre, in coincidenza con l'elezione dei nuovi Capitani Reggenti.
Entro un mese la Reggenza deve decidere l'ammissibilità delle richieste alla discussione in Consiglio Grande e Generale entro un semestre dalla presentazione.
L'istituto, erede dello strumento di democrazia diretta dell'arengo, è molto utilizzato dai sammarinesi, e permette spesso di stimolare l'interessamento a problemi particolarmente sentiti dalla cittadinanza.